# Jay Heaps
Jay Heaps (* 2. August 1976 als John F. Heaps IV in Nashua, New Hampshire) ist ein US-amerikanischer Fußballtrainer und ehemaliger Spieler auf der Position eines Abwehrspielers, der zum Teil auch als Mittelfeldspieler zum Einsatz kam und in der Jugend als Stürmer ausgebildet wurde. Er zählt zu den am häufigsten eingesetzten Spielern der gesamten Major League Soccer (MLS), der höchsten Spielklasse im nordamerikanischen Fußball.
Für die beiden MLS-Franchises Miami Fusion und New England Revolution brachte er es auf insgesamt 314 Einsätze in der Regular Season. Im Jahre 2009 kam er zu seinem Länderspieldebüt für die USA und brachte es im gleichen Jahr auf insgesamt vier torlose Länderspieleinsätze. Von 2012 bis 2017 war er Cheftrainer von New England Revolution.
Aktuell fungiert er als Präsident der Birmingham Legion, welche ab der Saison 2019 an der United Soccer League teilnehmen.

## Spielerkarriere

### Karrierebeginn in Massachusetts

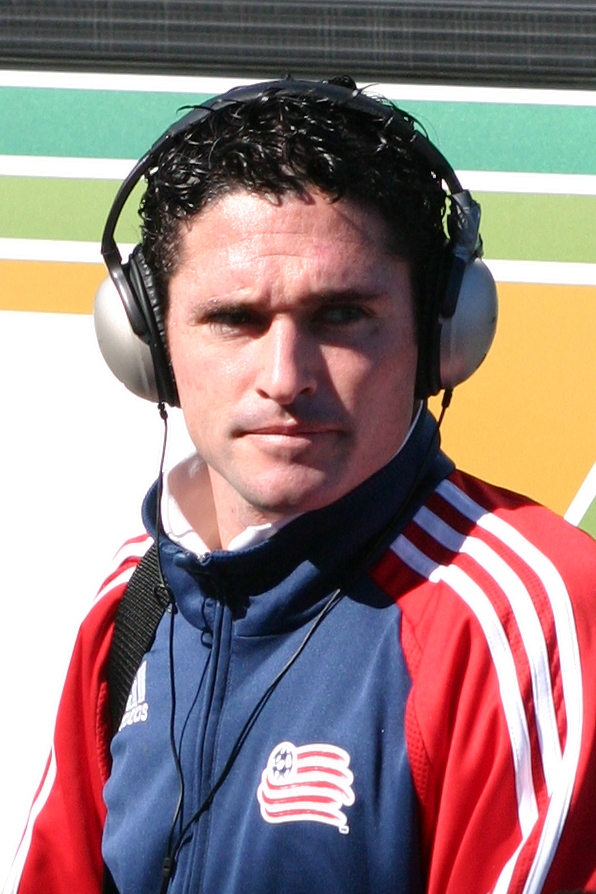
Jay Heaps vor seiner Einwechslung im MLS Cup 2006

Seine eigentliche Karriere begann der als John F. Heaps IV in Nashua im US-Bundesstaat New Hampshire geborene Abwehrspieler im Nachbarbundesstaat Massachusetts, wo er seine Zeit an der Longmeadow High School in seiner späteren Heimatstadt Longmeadow verbrachte. Dort war er zumeist im schuleigenen Basketballteam aktiv, wo er als Point Guard agierte und auf dieser Position zwei Mal als All-Massachusetts-Point-Guard ausgezeichnet wurde. Nach seiner Zeit an der Longmeadow High kam er an die Duke University nach Durham, North Carolina, wo er wie schon in seiner High-School-Zeit als Stürmer ausgebildet wurde. Bereits in dieser Zeit zählte er zu den besten und aufstrebendsten Collegespieler der Vereinigten Staaten, was er als dreimaliger Finalist für den Hermann Award, der alljährlich an den besten Collegespieler bzw. die beste Collegespielerin vergeben wird, unter Beweis stellte. Zudem wurde er in seinem Senior-Jahr, als bester Spieler des Landes, mit dem Missouri Athletic Club Award ausgezeichnet und erhielt im selben Jahr auch einen Award als GTE Academic All-American. Im Team erzielte er des Öfteren einige spielentscheidende Tore und beendete seine Collegekarriere mit 45 Toren als dritttorgefährlichster Spieler der Duke Devils, so der Spitzname des Teams, aller Zeiten. Des Weiteren rangierte er in diesem Klassement auf Rang 4 bei 37 beigesteuerten Assists und auf Rang 2 bei 127 erreichten Scorerpunkten. Zudem wurde er im Laufe seiner Fußballkarriere an der Duke University mit zahlreichen weiteren Preisen ausgezeichnet und schaffte es in eine Reihe weiterer Auswahlen, unter anderem vier Mal ins „All-ACC-First-Team“ etc. Während seiner Zeit an der Duke University war Heaps auch in den ersten dreieinhalb Jahren im Basketballteam aktiv, das auch damals vom Langzeittrainer Mike Krzyzewski trainiert wurde, und legte sein Basketballkarriere nur ein halbes Jahr vor Ende seines Studiums nieder, um sich vermehrt auf seine Karriere als Fußballspieler zu konzentrieren. Obgleich er auch im Basketball sehr erfolgreich war, entschloss sich Heaps für eine spätere Karriere als aktiver Profifußballspieler. Während seiner Zeit in der universitätseigenen Sportabteilung wurde ihm auch zwei Mal der schulinterne Glenn E. „Ted“ Mann Award verliehen (1997 und 1998).

### Draft zu Miami Fusion
Nach Beendigung seiner Collegekarriere kam Jay Heaps über den MLS College Draft 1999 in der ersten Runde als zweiter Pick hinter Jason Moore und vor dem späteren Internationalen Richard Mulrooney zum damals noch existierenden MLS-Franchise Miami Fusion. Zuvor war er bereits bei Feyenoord Rotterdam auf Probetraining, konnte dabei allerdings nicht überzeugen. Bei der Fusion konnte sich Heaps rasch als einer der Stammakteure etablieren und erzielte noch bei seinem Profidebüt am 20. März 1999 gegen die damaligen MetroStars seinen ersten Profitreffer. Bis zum Saisonende kam er in 29 von 30 möglich gewesenen Meisterschaftsspielen zum Einsatz und erzielte dabei insgesamt drei Tore und gab eine Torvorlage. Bei seinen 29 Saisonauftritten war er gar in 28 von Beginn an auf dem Rasen und brachte es zudem auf die meisten Einsatzminuten aller Rookies, was ihm am Saisonende unter anderem den Award als „MLS Rookie of the Year“ einbrachte. Zudem war er mit seinen drei Treffern der zweitbester Torschütze der Mannschaft sowie der am zweithäufigsten eingesetzte Spieler von Miami Fusion und hatte außerdem noch die zweitmeisten Scorerpunkte des Teams. Nach seinen Erfolgen in seinem Rookie-Jahr schloss Heaps bereits zum Spieljahr 2000 auf seine Erfolge an. Dabei wurde er in abermals 29 Ligapartien eingesetzt, von denen er alle von Beginn an absolvierte, und erzielte eine Karrierebestmarke von fünf Toren und machte zudem fünf Torvorlagen. Aufgrund seiner Leistungen rund um die Mannschaft wurde er am Saisonende als „MLS East All-Star“ ausgezeichnet, was ihm einen Platz im MLS All-Star Game des Jahres 2000 einbrachte, als damals noch Spieler der Western Conference und der Eastern Conference gegeneinander antraten. Heaps wurde dabei in der kompletten zweiten Halbzeit eingesetzt, erzielte ein Tor und machte eine Torvorlage; das Spiel endete in einem torreichen 9:4-Erfolg der „Eastern Conference“. Zudem schaffte die Mannschaft in dieser Saison den Vormarsch im Lamar Hunt U.S. Open Cup, als man es bis ins Finale schaffte, wo man schließlich knapp mit 1:2 gegen Chicago Fire ausschied. Bis einschließlich des Finales absolvierte Heaps alle Pokalspiele seiner Mannschaft von Beginn an und über die volle Spieldauer.
Einen Leistungseinbruch erlebte Heaps zu Beginn der Saison 2001, als er bei Miami Fusion nur kaum zu Spielpraxis fand und es bis zu seinem Wechsel während der laufenden Saison gerade einmal auf vier Saisonstarts bei insgesamt 13 Einsätzen brachte. Noch dazu blieb er bei all seinen Begegnungen torlos und konnte nur einen Assist beisteuern. Obgleich Heaps zum Saisonende nicht mehr im Kader stand, hatte er doch einen gewissen Anteil am Sieg der Regular Season in der Eastern Conference am Ende des Spieljahres und dem Erhalt des MLS Supporters’ Shield, den die Mannschaft aufgrund ihres Fair-Plays ebenfalls zum Saisonabschluss bekam. Noch während der Saison kehrte Jay Heaps in seinen eigentlichen Heimatbundesstaat Massachusetts, in dem er auch aufgewachsen war, zurück und unterschrieb dabei einen Vertrag bei New England Revolution. Der Wechsel kam am 20. Juni 2001 durch einen Tausch mit dem Verteidiger Brian Dunseth von New England Revolution zustande, der statt Heaps zu Miami Fusion kam, die sich noch im selben Jahr aus finanziellen Gründen auflösten.

### Rasche Etablierung bei den Revs

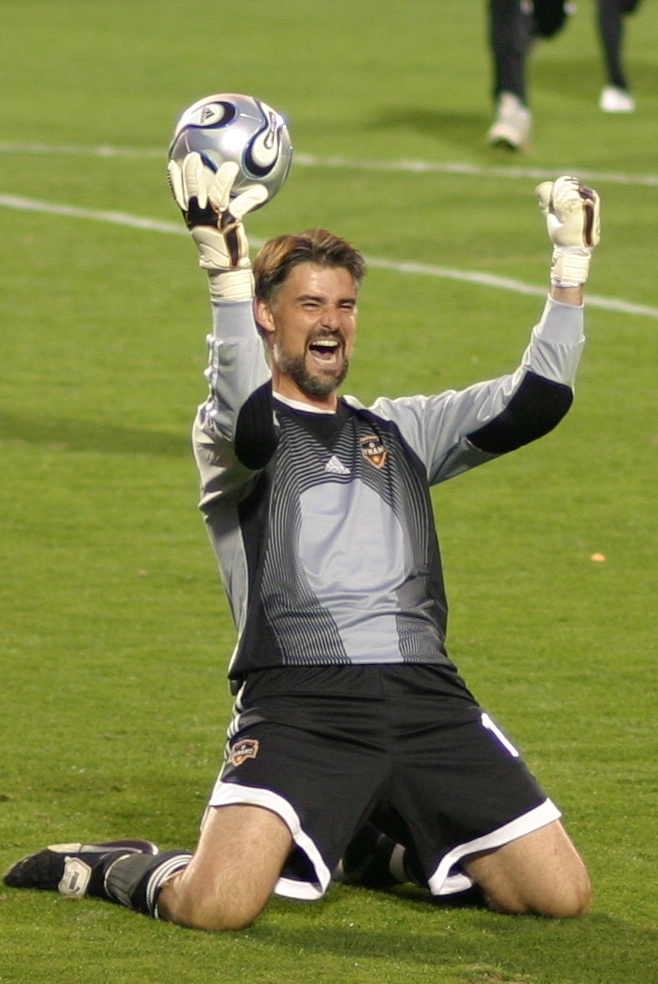
Pat Onstad, nachdem er den Elfmeter von Jay Heaps parierte (MLS Cup 2006)

Sein Debüt bei New England Revolution gab er noch am selben Tag gegen die Colorado Rapids, als er in der zweiten Spielhälfte als Ersatzspieler auflief. Bis zum Saisonende kam er für die Revs in 15 Meisterschaftspartien zum Einsatz, wobei er gleich in 13 Spielen von Beginn an eingesetzt wurde. Unter seinem damaligen Trainer Fernando Clavijo feierte Heaps auch seine ersten Erfolgen mit dem MLS-Franchise aus Foxborough, Massachusetts. Dabei schaffte er es mit der Mannschaft bis ins Finale des Lamar Hunt U.S. Open Cup 2001, schied dort allerdings knapp mit 1:2 gegen Los Angeles Galaxy aus, nachdem man im Finalspiel über längere Zeit hinweg bereits mit 1:0 in Führung lag. Ebenso große Erfolge konnte er mit dem Team in der darauffolgenden Spielzeit 2002 feiern, als er mit dem Team als Sieger der Regular Season der Eastern Conference hervorging, zudem die anschließenden Play-offs gewann und zum ersten Mal in deren Vereinsgeschichte in den MLS Cup einzog. Dort konnte sich Heaps, der zuvor noch bei Miami Fusion auf offensiveren Positionen eingesetzt wurde und bei den Revs zumeist auf der Position des rechten Außenverteidigers zum Einsatz kam, auch als einer der Stammspieler etablieren. Bei 28 absolvierten Ligapartien erzielte er zwei Treffer und gab sechs Torvorlagen, doppelt so viel wie in der Vorsaison bei den Revs. Im anschließenden Spieljahr 2003 war Heaps der am öftesten eingesetzte Spieler des Teams und zeichnete sich zudem mit drei Treffern und einem Assist als torgefährlichster Verteidiger der Mannschaft ab. Zudem bekam der Rechtsaußen in dieser Spielzeit auch seine erste rote Karte im Dress von New England Revolution. Nennenswerte Erfolge mit der Mannschaft konnte er in diesem, wie auch im nächsten Jahr nicht feiern.
Auch 2004 war Heaps die meiste Zeit über Fixstarter der Revs in der Regular Season und in den Play-offs. Bei 28 absolvierten Partien konnte er auf eine Bilanz von einem Tor und zwei Torvorlagen zurückblicken. Seinen einzigen Treffer erzielte er bereits im ersten Spiel gegen LA Galaxy. Erst ab der Saison 2005 kam Heaps mit seiner Mannschaft, die bereits ab 2002 vom späteren Langzeittrainer Steve Nicol übernommen wurde, zu weiteren wesentlichen Erfolgen. So schaffte das Team das, was sie bereits im Jahre 2002 geschafft hatte, Sieg in der Regular Season und den Play-off sowie Finalist im MLS Cup, und konnte zudem auch noch das MLS Supporters’ Shield gewinnen. Diese Saison wird auch als die beste in seiner gesamten Karriere als Profifußballspieler angesehen.  Nach der Umformierung der gesamten Mannschaft von einem 4-4-2 in ein 3-5-2-System kam Heaps auf seiner Position als rechter Außenverteidiger noch besser zur Geltung. Insgesamt brachte er es in diesem Spieljahr auf 31 Meisterschaftsauftritte, einen Treffer und fünf Torvorlagen. 2006 folgte für Jay Heaps ein ebenfalls recht erfolgreiches Jahr. Dabei hatte New England Revolution mit Heaps, Avery John, Michael Parkhurst oder James Riley eine der besten Abwehrreihen der gesamten Liga, die im gesamten Saisonverlauf mit 35 Toren die niedrigste Anzahl an Toren der gesamten MLS hinnehmen musste.
Wie schon in der vorhergegangenen Saison wurde Heaps ein weiteres Mal in 31 Ligapartien eingesetzt, in denen er ein weiteres Mal jeweils über die volle Spieldauer auf dem Spielfeld stand. Dabei gelangen ihm vier Torvorlagen, er selbst blieb allerdings torlos. Mit der Mannschaft gewann er zum bereits dritten Mal seit seiner Teamzugehörigkeit die Play-offs und war dadurch auch ein weiteres Mal im MLS Cup vertreten, der allerdings abermals nicht gewonnen wurde. Im Spiel selbst vergab er den letzten Elfmeter seines Teams gegen den routinierten Pat Onstad, was wiederum Houston Dynamo zum ersten Mal in deren Vereinsgeschichte zum nordamerikanischen Fußballmeister machte. Dennoch stellte er in dieser Saison verschiedene mannschaftsinterne Rekorde auf. So wurde er mit 165 Einsätzen und etwa 14.274 absolvierten Minuten zum am öftesten eingesetzten Spieler der Revs und teilte sich zu dieser Zeit mit 155 Spielen von Beginn an den teaminternen Rekord mit Joe Franchino.

### Einzug in die MLS Top 10

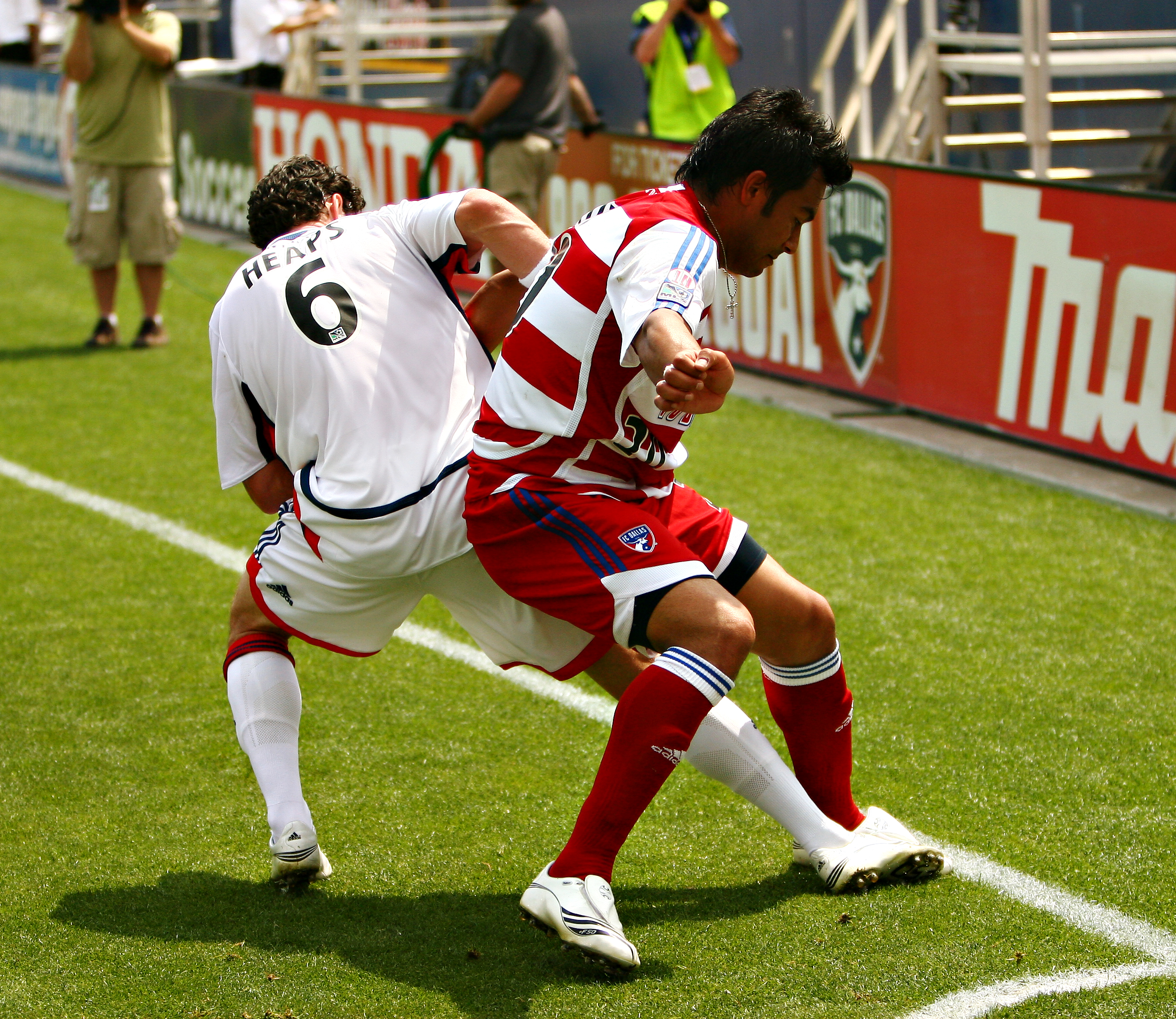
Jay Heaps (links) im Zweikampf mit Carlos Ruiz im Jahre 2007

2007 war Heaps erneut auf seiner Position als Rechtsaußen aktiv, agierte jedoch vermehrt defensiver als noch in den Jahren zuvor. Insgesamt absolvierte er bis zum Saisonende 28 torlose Meisterschaftsspiele, in denen er lediglich einen Assist beisteuerte. Zudem fiel er am 19. August 2007 im Spiel gegen die Kansas City Wizards nach einer absolvierten Halbzeit verletzungsbedingt aus, was sein erstes verletzungsbedingtes Fehlen im Laufe seiner Karriere bei den Revs bedeutete. Durch diese Wadenverletzung versäumte er schließlich auch noch weitere Partien in der laufenden Saison, in der er unter anderem auch einen Treffer erzielte, allerdings zum ersten und auch einzigen Mal in seiner Profikarriere ohne Torvorlage blieb. Obgleich seines längeren Ausfalls schaffte es Heaps in dieser Saison in die Top 10 der am einsatzreichsten Spieler der Major League Soccer nach Minuten (22.493). Zudem schaffte er es mit dem Team zum vierten und für ihn auch letzten Mal als Sieger der Play-offs in den MLS Cup, den man bereits zum vierten Mal nicht gewinnen konnte und erneut nur knapp ausschied. Dennoch konnte mit dem Sieg im Lamar Hunt U.S. Open Cup 2007 ein wesentlicher und großer Erfolg gefeiert werden, als man den FC Dallas mit 3:2 bezwang. Für New England Revolution bedeutete dies auch den ersten Gewinn dieses Bewerbs, nachdem man in der Vergangenheit bereits mehrere Male daran teilgenommen hatte. Außerdem wurde Heaps in diesem Jahr vom costa-ricanischen Fußballspieler Andy Herron während eines Spiels des MLS Primetime Thursday gegen die Columbus Crew brutal gefoult, als ihn der Costa-Ricaner mit einem Ellbogenstoß ins Gesicht niederstreckte. Obgleich er vom Schiedsrichter nicht verwarnt wurde, wurde Herron nachträglich für vier Spiele gesperrt und musste eine Strafzahlung von 3.000 $ leisten.
Nach einer Aufstockung der Liga und einer dadurch reduzierten Anzahl an zu absolvierenden Spielen wurde Heaps 2008 in allen 30 Meisterschaftspartien seiner Mannschaft eingesetzt und agierte einmal mehr in allen Matches über die volle Spieldauer. Dabei war er der einzige Spieler von New England Revolution und nur einer von zwei Spielern der gesamten MLS, die zu einem solchen Ergebnis kamen. Über die gesamte Saison hinweg brachte er es sogar auf 38 Pflichtspieleinsätze (Regular Season, Play-offs, SuperLiga und CONCACAF Champions League). Während seiner 38 Einsätze wurden er in zahlreichen verschiedenen Defensivpositionen eingesetzt und verbrachte dabei, obgleich seiner verhältnismäßig geringen Größe von 175 cm, auch einen großen Teil der Saison als Innenverteidiger. In diesem Jahr wurde er in vier von fünf Spielen der nordamerikanischen SuperLiga 2008 eingesetzt und verpasste nach einer roten Karte im Halbfinale gegen Atlante die Finalbegegnung gegen Houston Dynamo, die die Revs im Elfmeterschießen mit 6:5 für sich entscheiden konnten. Als MLS-Cup-Finalist der Vorsaison war Heaps mit seiner Mannschaft auch zur Teilnahme an der CONCACAF Champions League 2008/09 berechtigt, wo er in beiden Spielen seines Teams in der Preliminary Round, der eigentlichen Qualifikationsrunde, eingesetzt wurde und gegen den stark aufspielenden Joe Public FC klar mit einem Gesamtscore von 1:6 ausschied.
Danach startete Jay Heaps mit seiner Mannschaft in die Saison 2009, in der es der gelernte Stürmer und als Abwehrspieler umfunktionierte Heaps auf 25 Saisonauftritte brachte. Dabei gelangen ihm unter anderem ein Treffer und vier Torvorlagen. Nach einer weitgehend erfolgreichen Karriere beendete Heaps am Anfang Dezember 2009 seine aktive Karriere als Fußballspieler, nachdem er es noch zuvor in diesem Jahr zu seinem Debüt für die US-amerikanische Fußballnationalmannschaft brachte. Mit Stand 20. März 2011 rangiert Jay Heaps mit 314 Meisterschaftsspielen auf Rang 9 der zehn am öftesten eingesetzten Spieler der MLS. In der Kategorie „Meiste Spiele von Beginn an“ rangiert er mit 299 Partien hinter Steve Ralston (372), Kevin Hartman (349) und Chris Henderson (304) auf Platz vier. Zudem steht er mit 27.363 absolvierten Spielminuten (ohne individueller Nachspielzeit) hinter Ralston und Hartman auf dem ligaweiten dritten Platz. Während seiner 314 absolvierten Ligapartien beging er insgesamt 413 Fouls, was ihm abermals einen Platz in den Top Ten der Kategorie „Begangene Fouls“ einbrachte. Des Weiteren erhielt er hinter Pablo Mastroeni (75), Mike Petke (69), Carey Talley (67) und Diego Gutiérrez (63) mit 63 Stück die viert- bzw. fünftmeisten gelben Karten im Laufe seiner MLS-Karriere. Zudem rangiert er in der Kategorie „Meiste Spiele“, „Meiste Spiele von Beginn an“ und „Meiste Spielminute“ jeweils auf dem ersten Platz in der teaminternen Rangliste von New England Revolution.

## Nationalmannschaftskarriere
Seine Karriere in den Jugendauswahlen des US-amerikanischen Fußballverbandes begann um das Jahr 1995 bzw. bereits früher, als er in der U-17-Auswahl der Vereinigten Staaten eingesetzt wurde. In den Jahren danach folgte unter anderem auch eine Einberufung in den Juniorenkader der USA, in dem er ebenfalls zu seinen Einsätzen kam. Noch in seinem ersten Profijahr bei Miami Fusion wurde Heaps erstmals in den Kader der US-amerikanischen Nationalmannschaft für ein Spiel gegen Jamaika am 8. September 1999 einberufen, wo er allerdings nicht zum Einsatz kam. Auch in den Jahren danach, vor allem 2005 und 2006, folgten weitere Einberufungen Heaps', der es allerdings nie zu einem Einsatz brachte. Erst knapp zehn Jahre nach seiner ersten Einberufung klappte es schließlich mit seinem Nationalmannschaftsdebüt, nachdem er zuvor in den 23-Mann-Kader für den CONCACAF Gold Cup 2009 geholt wurde. Sein Debüt gab der damals 32-Jährige schließlich am 11. Juli 2009 im dritten Gruppenspiel, einem 2:2-Remis gegen Haiti, in seiner Heimatstadt Foxborough, als er über die gesamte Spieldauer seine angestammte Abwehrposition belegte. Weitere 90-minütige Einsätze folgten im Viertelfinale gegen Panama und im Halbfinale gegen Honduras. Im anschließenden Finalspiel wurde Heaps ebenfalls von Beginn an eingesetzt und musste die Begegnung in einer hitzigen Begegnung in der 88. Spielminute nach Gelb-Rot verlassen. Die US-Amerikaner wurden von den Mexikanern deutlich mit 0:5 in die Schranken gewiesen. Für Heaps bedeutete das Finalspiel, durch das die USA immerhin noch die Silbermedaille erreichten, das letzte Länderspiel seiner Karriere, nachdem er erst rund zwei Wochen für die Nationalmannschaft debütierte.

## Trainerkarriere
Zum Saisonbeginn 2012 wurde Jay Heaps als neuer Cheftrainer seines ehemaligen Vereins New England Revolution vorgestellt, nachdem der langjährige Trainer Steve Nicol nach der erfolglosen Saison 2011 entlassen worden war. Seitdem trainiert er New England in der MLS. In der Saison 2012 verfehlte er die Playoffs deutlich, erreichte sie knapp in der Saison 2013, wo er mit seiner Mannschaft im Conference-Halbfinale gegen den späteren Meister Sporting Kansas City ausschied, und zog in der Saison 2014 als Zweiter der Eastern Conference abermals in die Playoffs ein.

## Erfolge

### Longmeadow High School
Basketball
- 2× „All-Massachusetts-Point-Guard“

Fußball
- 1× „All-Massachusetts Player of the Year“
- 1× „All-American Player of the Year“

### Miami Fusion
- 1× Sieger der Regular Season in der MLS Eastern Conference: 2001[13]
- 1× Erhalt des MLS Supporters’ Shield: 2001[13]
- 1× Finalist des Lamar Hunt U.S. Open Cup: 2000

### New England Revolution
- 4× Finalist des MLS Cup: 2002, 2005, 2006 und 2007
- 4× Sieger der Play-offs in der MLS Eastern Conference: 2002, 2005, 2006 und 2007
- 2× Sieger der Regular Season in der MLS Eastern Conference: 2002 und 2005
- 1× Finalist des MLS Supporters’ Shield: 2005
- 1× Finalist des Lamar Hunt U.S. Open Cup: 2001
- 1× Sieger des Lamar Hunt U.S. Open Cup: 2007
- 1× Sieger der nordamerikanischen SuperLiga: 2008

### Nationalmannschaft
- 1× Finalist des CONCACAF Gold Cup: 2009

### Individuell
- 4× Wahl ins „All-ACC-First-Team“: 1995, 1996, 1997 und 1998
- 3× Hermann-Award-Finalist: 1995, 1996 und 1997
- 1× „Soccer America National Freshman of the Year“: 1995
- 1× „ACC Freshman of the Year“: 1995
- 1× Erhalt des Missouri Athletic Club Award: 1998
- 1× Auszeichnung als GTE Academic All-American: 1998/99
- 1× Auszeichnung zum „NSCAA Scholar-Athlete of the Year“: 1998
- 1× Auszeichnung zum „MLS Rookie of the Year“: 1999
- 1× Auszeichnung zum „MLS East All-Star“: 2000
- zusätzliche kleinere Erfolge und Auswahlen (High School und College)

## Families / Privates / Trivia
Heaps studierte Geschichte an der Duke University. Neben seiner Karriere als Fußballspieler wurde Heaps auch des Öfteren als Model engagiert. Mit seiner Ehefrau Danielle hat Jay Heaps einen kleinen Sohn und eine etwa zwei Jahre jüngere Tochter.
Nach dem Ende seiner Karriere als Aktiver kehrte Heaps den Fußballsport nicht den Rücken und gab bereits im Frühjahr 2010 seinen weiteren Karriereschritt als Co-Kommentator von Spielen der New England Revolution bekannt. Dabei tritt er zusammen mit dem Fernseh- und Radiokommentator Brad Feldman in Fernseh- und Radioübertragungen in Erscheinung. Auch nach seinem offiziellen Karriereende als Profifußballspieler war Heaps noch weiterhin als Fußballspieler aktiv und spielt dabei unter anderem in einer Über-30-Herrenliga. Zudem spielt er in seiner Freizeit oftmals auch noch Basketball. Außerdem arbeitete er einige Zeit als Bankangestellter bei Morgan Stanley mit Sitz in Boston, bis er 2012 den Posten als Cheftrainer bei New England Revolution übernahm.